# Quatre Têtes
Les Quatre Têtes sont un sommet de la chaîne des Aravis, à 2 364 m d'altitude, dans le département de la Haute-Savoie, dans la région Auvergne-Rhône-Alpes, en France.
Les Quatre Têtes se situent au-dessus de la commune de Sallanches.
Sur le chemin des Quatre Têtes se trouvent les refuges de Doran et de Mayères, tous deux accessibles depuis le parking de Burzier, situé au-dessus de Sallanches[réf. nécessaire].

## Géographie

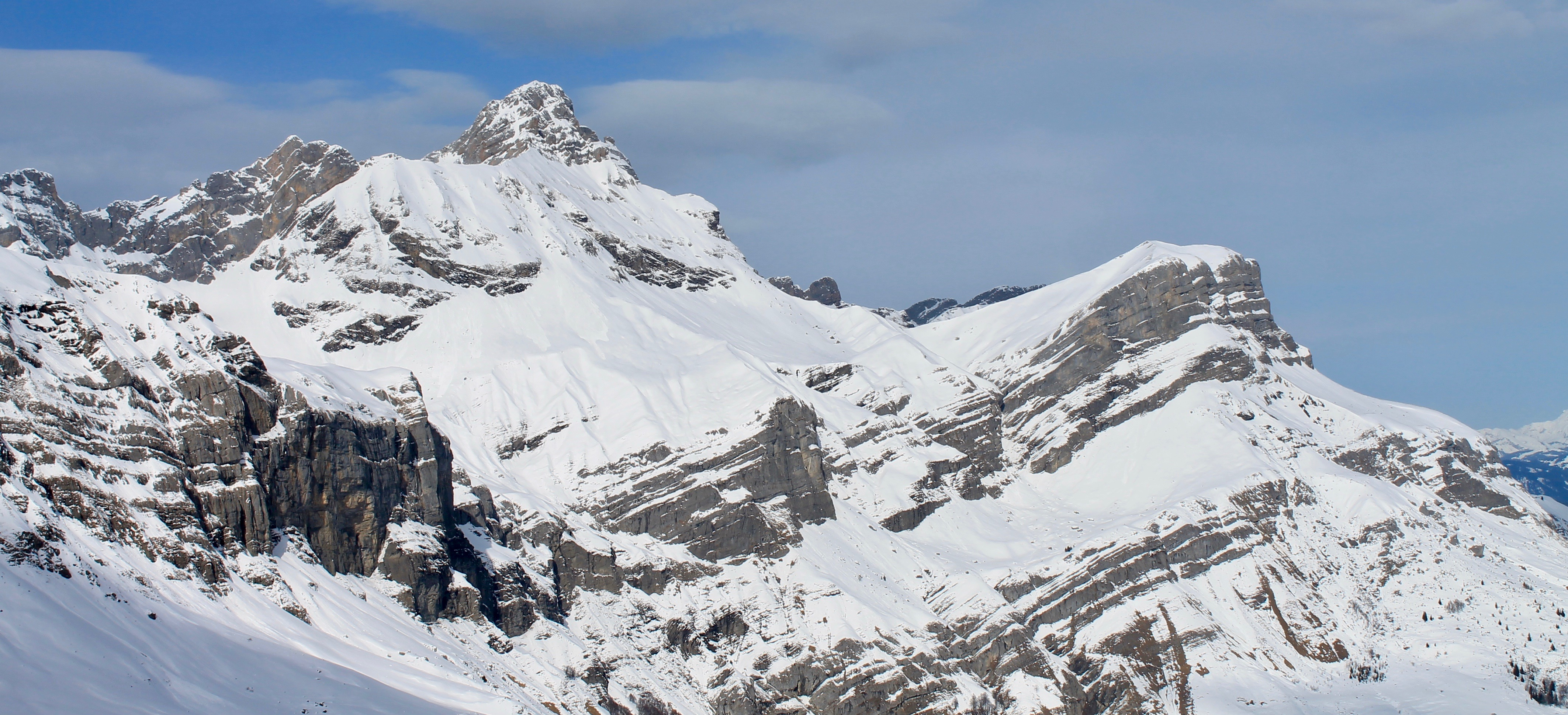
Pointe Percée (à gauche), Quatre-Têtes (à droite) depuis l'arête des Bénés.

### Sommets proches
- La pointe Percée à 2 750 m
- La pointe de la Carmélite à 2 477 m
- La tête de l'Adroit à 1 751 m